# BMW X4
BMW X4 је компактни луксузни купе-кросовер који производи немачка фабрика аутомобила BMW од 2014. године. BMW X4 је заснован на платформи BMW X3, с тим што BMW X4 исказује спортски карактер.

## Историјат

### Прва генерација (F26; 2014–2018)
F26 је заснован на BMW Concept X4 који је представљен у ауто-салону у Шангају 2013. године. Аутомобил је први пут представљен на Међународном сајму аутомобила у Њујорку 2014. године, након чега је уследила Међународна изложба аутомобила у Пекингу и представљање на сајму аутомобила у Лајпцигу исте године. Рани модели укључују xDrive20i, xDrive28i, xDrive35i, xDrive20d, xDrive30d и xDrive35d.
F26 дели своје погонске јединице са X3, укључујући разне четвороцилиндричне и шестоцилиндричне бензинске и дизел моторе. X4 се налази изнад X3, али испод X5 модела и за 23 мм је дужи и 37 мм виши од  друге генерације X3 (F25) на којем је заснован. Сви модели су доступни само са погоном на сва четири точка и испуњавају норму мотора Евро 6.

### Друга генерација (G02; 2018–)
Купе-кросовер друге генерације је представљен крајем 2017. године и дели своју платформу и основне стилске елементе са трећом генерацијом X3 (G01). Користи BMW-ову платформу Cluster Architecture (CLAR) која укључује алуминијум и челик велике чврстоће. У поређењу са претходником, G02 је лакши за 50 кг и виши је за 52 мм, дужи за 81 мм и шири за 37 мм.
Доступне варијанте укључују xDrive30i, xDrive20d, xDrive30d, xDriveM40i и xDriveM40d.

## Галерија
- BMW X4 F26
- BMW X4 F26
- BMW X4 G02
- BMW X4 G02